# Kentaro Suzuki
Kentaro Suzuki (født 2. juni 1980) er en tidligere japansk fodboldspiller.
Han har spillet for flere forskellige klubber i sin karriere, herunder Montedio Yamagata og Albirex Niigata.